# Hilandarklooster

Hilandar klooster

Het Hilandarklooster (Servisch: Манастир Хиландар, Manastir Chilandar, Grieks: Μονή Χιλανδαρίου), is een Servisch-orthodox klooster, wat jurisdictioneel valt onder het Oecumenisch patriarchaat van Constantinopel, op het schiereiland Athos in Griekenland. Het wordt bewoond door Servisch-orthodoxe monniken.
Het klooster werd in 1198 gesticht door heilige St. Sava, in samenwerking met zijn vader, de van oorsprong Servische koning Stefan Nemanja, die de naam monnik Simeon had aangenomen.
In 2004 werd een groot deel van het klooster verwoest door brand.